# Куклин, Андрей Иванович
Андре́й Ива́нович Ку́клин (23 августа 1896, Товарнур, Уржумский уезд, Вятская губерния, Российская империя — 26 сентября 1972, Йошкар-Ола, Марийская АССР, РСФСР, СССР) — советский офицер государственной безопасности, подполковник. Кавалер ордена Ленина (1946).

## Биография
Родился 23 августа 1896 года в д. Товарнур ныне Сернурского района Марий Эл в марийской семье крестьян-середняков.
В 1913 году окончил двухклассное училище в п. Сернуре. Затем работал земледельцем, делопроизводителем волостного исполкома.
С 1921 года — сотрудник ВЧК в пп. Сернур, Мари-Турек, гг. Йошкар-Ола, Козьмодемьянск.
В 1921 году вступил в ВКП(б).
В 1935—1946 годах — начальник районных отделений НКВД и НКГБ в Большом Сундыре, Шумерле, Ядрине, Алатыре Чувашской АССР. С марта 1936 года проходил службу в Горьковском крае, лейтенант государственной безопасности. В 1943 году — майор государственной безопасности. В августе 1946 года — начальник Цивильского районного отделения УМГБ Латвийской ССР, подполковник государственной безопасности.
Награждён орденами Ленина, Красного Знамени, Трудового Красного Знамени, «Знак Почёта» и медалями.
Скончался 26 сентября 1972 года в г. Йошкар-Оле.

## Награды
- Орден Ленина (30.04.1946)[2][3]
- Орден Красного Знамени (19.01.1945) — за выслугу лет[2][3][4]
- Орден Трудового Красного Знамени (1967) — за установление Советской власти в 1917—1922 годах[2]
- Орден «Знак Почёта» (20.09.1943)[2][3][5]

## Память
Сведения о подполковнике государственной безопасности А. И. Куклине представлены в экспозиции Музея истории органов госбезопасности Республики Марий Эл.